# Real Cátedra Gaudí
La Real Cátedra Gaudí es un centro de documentación perteneciente a la Escuela Técnica Superior de Arquitectura de Barcelona de la Universidad Politécnica de Cataluña, dedicada al estudio y conservación de la obra del arquitecto modernista español Antoni Gaudí. Anteriormente ubicada en los Pabellones Güell de Pedralbes, en Barcelona, obra del propio Gaudí por encargo de su mecenas, Eusebi Güell (1884-1887), actualmente se encuentra en la planta baja de la Escuela Técnica Superior de Arquitectura de Barcelona. Fundada en 1956, su primer director fue Josep Francesc Ràfols. 

## Historia

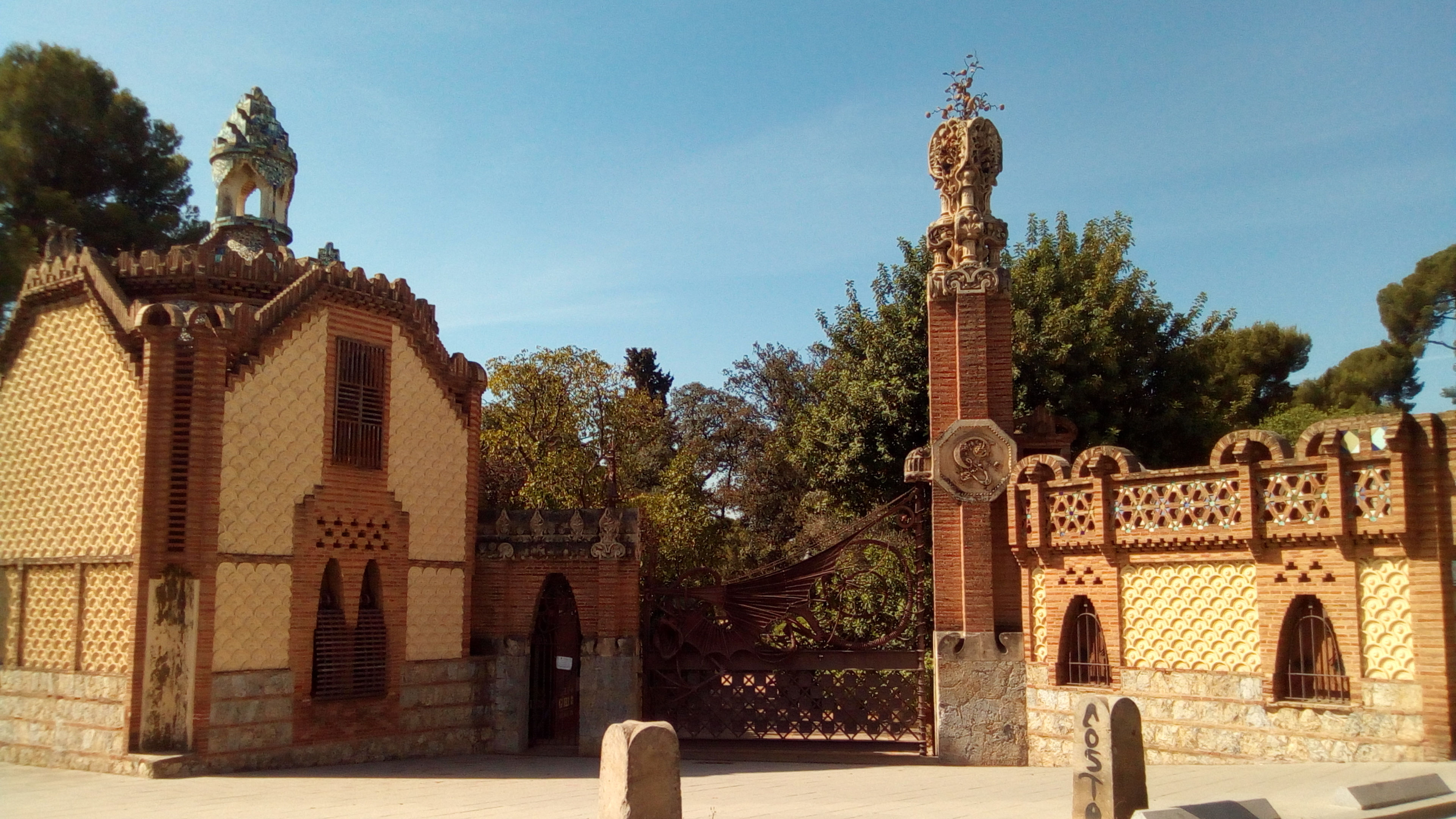
Pabellones Güell, antigua sede de la Real Cátedra Gaudí.

La Cátedra Especial Antonio Gaudí fue creada el 3 de marzo de 1956 por orden del Ministerio de Educación. Josep Francesc Ràfols i Fontanals, ayudante y primer biógrafo de Gaudí, fue nombrado director por el claustro de la Escuela de Arquitectura de Barcelona. La Cátedra se instaló en el recinto de los Pabellones Güell, que habían sido adquiridos por la Universidad de Barcelona en 1950. Entre 1966 y 1975 los Pabellones fueron restaurados por Joan Bassegoda, director de la Cátedra entre 1968 y 2000.
Una vez adaptada la obra de Gaudí a las nuevas instalaciones, en las antiguas caballerizas se instaló el "Aula Discretorum", que hace la función de sala de lectura de la biblioteca de la Cátedra, mientras que en el antiguo picadero se ubicó la llamada "Rotonda", donde se encuentra el salón de actos, el archivo, la biblioteca y el museo. La biblioteca es privada, propiedad del director de la Cátedra, pero está integrada en la red de bibliotecas de la Generalidad de Cataluña y en la del Ministerio de Cultura, y está a disposición de cualquier estudioso de la obra de Gaudí; dispone de alrededor de 14000 libros, dedicados tanto a la arquitectura como al urbanismo, jardinería, construcción, restauración, etc. Como es lógico su especialidad es el estudio de la obra de Antoni Gaudí, así como del modernismo catalán.

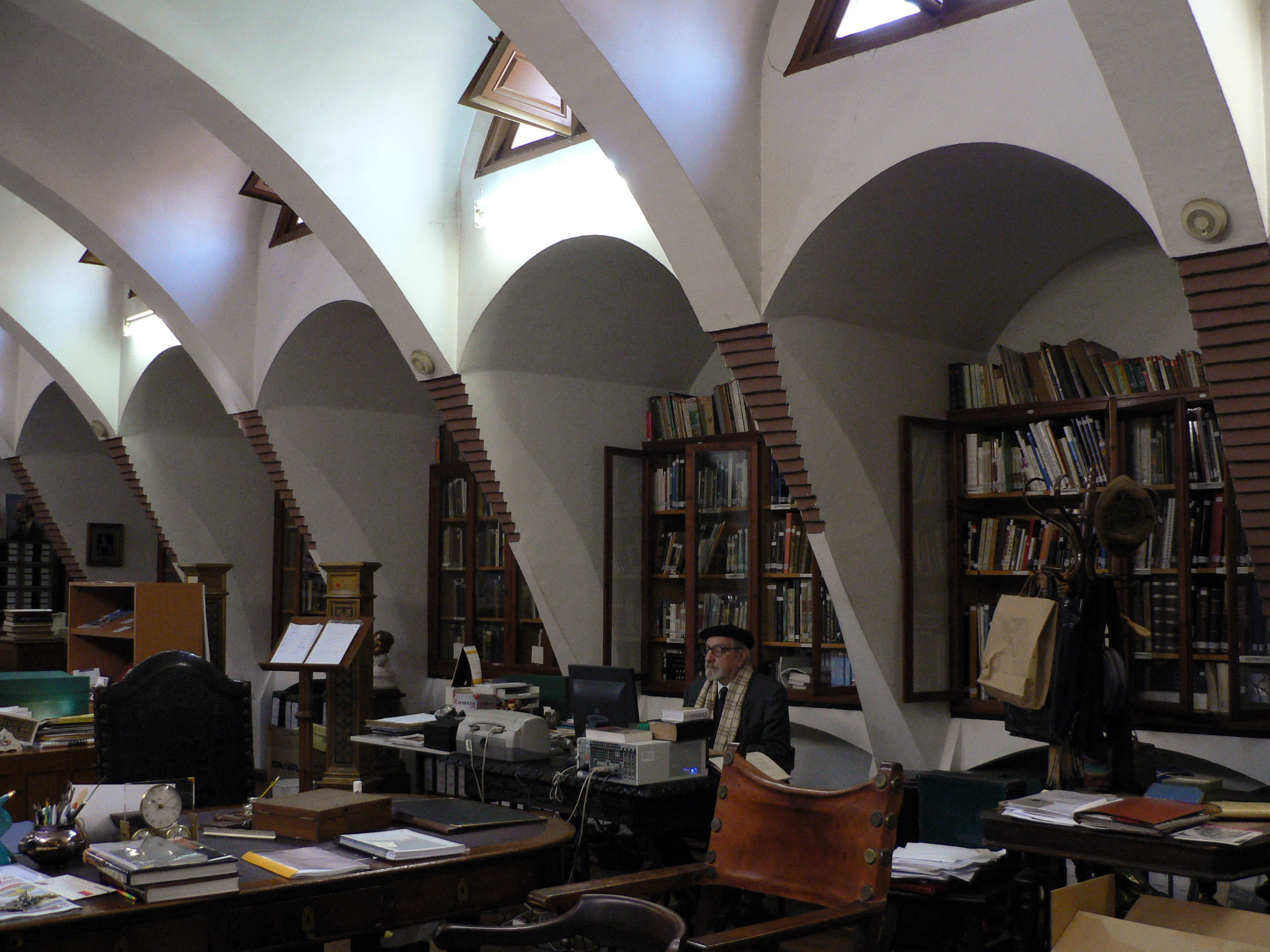
Interior de la Real Cátedra Gaudí, en su antigua sede de los Pabellones Güell.

El Museo de Arquitectura de la Cátedra, inaugurado en 1981 y adherido al ICAM (International Council of Architectural Museums = Consejo Internacional de Museos de Arquitectura) acoge obras de Gaudí y otros arquitectos modernistas, como Josep Puig i Cadafalch y Lluís Domènech i Montaner. Entre las obras de Gaudí destacan muebles diseñados por el propio arquitecto, hierros forjados, piezas cerámicas del Parque Güell y la Casa Batlló, maquetas, vidrieras (como las de la Catedral de Mallorca), planos y dibujos de Gaudí y un fondo de más de 75000 diapositivas y fotografías.
La Cátedra se dedica principalmente al estudio y difusión de la obra de Gaudí, conservación y restauración de muchas de sus obras, publicación de un gran número de trabajos de investigación y obras de divulgación sobre la vida y obra del genial arquitecto, así como la organización de numerosas exposiciones tanto en España como por todo el mundo. Asimismo, en la Cátedra se imparten dos asignaturas de la carrera de arquitectura (Historia del Urbanismo y de los Jardines y Restauración de Monumentos), así como tres cursos de doctorado (Conservación y Restauración de Monumentos y Ambientes, Jardinería y paisaje y Arquitectura de Gaudí). 
El 12 de diciembre de 1997 el rey Juan Carlos I entregó a la Cátedra Gaudí la Medalla al Mérito en las Bellas Artes en la categoría de oro. El 19 de octubre de 1998 le otorgó el título de "Real".
Tras la jubilación del profesor Ràfols la Cátedra fue ocupada interinamente por Josep Maria Sostres Maluquer (1959-1968), ocupando la plaza desde entonces Joan Bassegoda i Nonell, arquitecto e historiador, autor de un gran número de libros sobre la vida y obra de Gaudí y uno de los máximos divulgadores del genial arquitecto reusense. Al pasar igualmente a la jubilación el doctor Bassegoda, el año 2000, la gestión de la Cátedra pasó a una fundación formada por la Universidad Politécnica de Cataluña, la Caixa de Catalunya y la Universidad de Barcelona. 
En 2008 la sede de la Cátedra se trasladó de la finca Güell a la sede de la Escuela de Arquitectura de Barcelona, en la Zona Universitaria (Av. Diagonal, 649).

## Directores
- 1956 - 1960 Josep Francesc Ràfols i Fontanals
- 1960 - 1968 Josep Maria Sostres Maluquer
- 1968 - 2000 Joan Bassegoda i Nonell
- 2000 - 2016 Jaume Sanmartí Verdaguer
- 2016 - 2023 Juan José Lahuerta Alsina
- 2023 -      Galdric Santana Roma